# Frida Nielsen
Frida Sanggaard Nielsen (Copenhague, 1 de diciembre de 1998) es una deportista danesa que compite en remo.
Ganó una medalla de bronce en el Campeonato Mundial de Remo de 2019 y una medalla de bronce en el Campeonato Europeo de Remo de 2025.
Participó en dos Juegos Olímpicos de Verano, ocupando el octavo lugar en Tokio 2020 y el octavo en París 2024, en la prueba de cuatro sin timonel.

## Palmarés internacional
| Campeonato Mundial | Campeonato Mundial   | Campeonato Mundial | Campeonato Mundial |
| Año                | Lugar                | Medalla            | Prueba             |
| ------------------ | -------------------- | ------------------ | ------------------ |
| 2019               | Ottensheim (Austria) | Medalla de bronce  | Cuatro sin timonel |
| Campeonato Europeo |                      |                    |                    |
| Año                | Lugar                | Medalla            | Prueba             |
| 2025               | Plovdiv (Bulgaria)   | Medalla de bronce  | Scull individual   |